# 6e étape du Tour d'Espagne 2009

La sixième étape du Tour d'Espagne 2009 s'est déroulée le 4 septembre 2009 entre Xàtiva et Xàtiva sur 186 kilomètres. Elle a été remportée par le Slovène Borut Božič.

## Classement de l'étape
|    | Coureur            | Pays       | Équipe                | Temps           |
| -- | ------------------ | ---------- | --------------------- | --------------- |
| 1  | Borut Božič        | Slovénie   | Vacansoleil           | 4 h 40 min 50 s |
| 2  | Tyler Farrar       | États-Unis | Garmin-Slipstream     | m.t.            |
| 3  | Daniele Bennati    | Italie     | Liquigas              | m.t.            |
| 4  | Davide Viganò      | Italie     | Fuji-Servetto         | m.t.            |
| 5  | Tom Boonen         | Belgique   | Quick Step            | m.t.            |
| 6  | Leonardo Duque     | Colombie   | Cofidis               | m.t.            |
| 7  | Sébastien Chavanel | France     | La Française des jeux | m.t.            |
| 8  | Cadel Evans        | Australie  | Silence-Lotto         | m.t.            |
| 9  | Marcel Sieberg     | Allemagne  | Team Columbia-HTC     | m.t.            |
| 10 | André Greipel      | Allemagne  | Team Columbia-HTC     | m.t.            |

## Classement général
|    | Coureur             | Pays       | Équipe            | Temps            |
| -- | ------------------- | ---------- | ----------------- | ---------------- |
| 1  | André Greipel       | Allemagne  | Team Columbia-HTC | 24 h 21 min 13 s |
| 2  | Tom Boonen          | Belgique   | Quick Step        | + 6 s            |
| 3  | Daniele Bennati     | Italie     | Liquigas          | + 9 s            |
| 4  | Tyler Farrar        | États-Unis | Garmin-Slipstream | + 9 s            |
| 5  | Fabian Cancellara   | Suisse     | Team Saxo Bank    | + 18 s           |
| 6  | Borut Božič         | Slovénie   | Vacansoleil       | + 23 s           |
| 7  | Ivan Basso          | Italie     | Liquigas          | + 27 s           |
| 8  | Alejandro Valverde  | Espagne    | Caisse d'Épargne  | + 27 s           |
| 9  | Cadel Evans         | Australie  | Silence-Lotto     | + 28 s           |
| 10 | David García Dapena | Espagne    | Xacobeo Galicia   | + 33 s           |

## Classements annexes
| Classement par points | Classement par points | Classement par points | Classement par points | Classement par points |
| Rang                  | Cycliste              | Pays                  | Équipe                | Pts                   |
| --------------------- | --------------------- | --------------------- | --------------------- | --------------------- |
|                       | André Greipel         | Allemagne             | Team Columbia-HTC     | 84                    |
| 2                     | Tom Boonen            | Belgique              | Quick Step            | 70                    |
| 3                     | Tyler Farrar          | États-Unis            | Garmin-Transitions    | 67                    |

| Grand Prix de la montagne | Grand Prix de la montagne | Grand Prix de la montagne | Grand Prix de la montagne | Grand Prix de la montagne |
| Rang                      | Cycliste                  | Pays                      | Équipe                    | Pts                       |
| ------------------------- | ------------------------- | ------------------------- | ------------------------- | ------------------------- |
|                           | José Antonio Lopez        | Espagne                   | Andalucía-Cajasur         | 20                        |
| 2                         | Aitor Hernández           | Espagne                   | Euskaltel-Euskadi         | 10                        |
| 3                         | Lars Boom                 | Pays-Bas                  | Rabobank                  | 9                         |

| Combiné | Combiné             | Combiné   | Combiné           | Combiné |
| Rang    | Cycliste            | Pays      | Équipe            | Pts     |
| ------- | ------------------- | --------- | ----------------- | ------- |
|         | Serafín Martínez    | Espagne   | Xacobeo Galicia   | 105     |
| 2       | Dominik Roels       | Allemagne | Team Milram       | 142     |
| 3       | Aitor Pérez Arrieta | Espagne   | Contentpolis-Ampo | 199     |

| Classement par équipes | Classement par équipes | Classement par équipes | Classement par équipes | Classement par équipes |
| Rang                   | Pays                   | Équipe                 | Temps                  |                        |
| ---------------------- | ---------------------- | ---------------------- | ---------------------- | ---------------------- |
|                        | Liquigas               | Italie                 | en 73 h 05 min 06 s    |                        |
| 2                      | Caisse d'Épargne       | Espagne                | + 10 s                 |                        |
| 3                      | Team Columbia-HTC      | États-Unis             | + 15 s                 |                        |

## Abandons
- Kim Kirchen (Team Columbia-HTC)
- Manuel Ortega (Andalucía-Cajasur)
- Óscar García-Casarrubios (Contentpolis-Ampo)